# 小田将聖
小田 将聖（おだ しょうせい、2006年〈平成18年〉12月2日 - ）は、日本の歌手、俳優、タレント。ジュニア内男性アイドルグループ・少年忍者の元メンバー。
東京都出身。STARTO ENTERTAINMENTに所属していた。

## 来歴
小学4年の時に映画で当時V6の岡田准一のアクションを見たことをきっかけにジャニーズ事務所のオーディションを受け、2018年6月23日に入所。少年忍者のメンバーとして活動する。
2025年4月16日、ジュニア公式サイトにて4月30日に退所することを発表。4月3日から27日まで舞台『君のクイズ』で北川拓実とW主演を務め、4月30日にSTARTO ENTERTAINMENTを退所した。

## 人物
特技はロンダートバク転と一重にすることができること、趣味は読書とアニメ鑑賞。
好きな食べ物は、エビ。
小学1年からアクロバット教室に通っていた。バク転とダブルシフトができる。

## 出演

### テレビドラマ
- 僕はどこから 第2話・第6話[9]（2020年1月16日・2月13日、テレビ東京） - 藤原智美（幼少期） 役
- 文豪少年!〜ジャニーズJr.で名作を読み解いた〜 第3話（2021年4月4日、WOWOW） - 主演・カフス役（田村海琉とW主演）[10][5]
- ナンバMG5 第5話（2022年5月18日、フジテレビ） - 佐藤淳一 役[11]
- 未来への10カウント 最終話（2022年6月9日、テレビ朝日） - 近藤潤 役[12]
- DOCTORS〜最強の名医〜ファイナル 新春ドラマスペシャル（2023年1月3日、テレビ朝日） - 皆川翔太 役[13]

### 映画
- 滝沢歌舞伎 ZERO 2020 The Movie（2020年12月4日公開）[14]
- 東西ジャニーズJr. ぼくらのサバイバルウォーズ（2022年4月1日公開） - 緑川 役[15]

### ショートムービー
- 三原色「Blue」篇（2022年10月24日 - 公開、唐津市特設サイト「カラフルカラツ」） - 主演・岡田紘汰 役[16][17]

### 舞台
- Story Rocking『ピーチ』 〜芥川龍之介「桃太郎」より〜（2023年10月20日 - 29日、シアター1010 / 11月4日・5日、梅田芸術劇場シアター・ドラマシティ） - レオナルド・ボヌッチ（犬） 役[18][19]
- 君のクイズ（2025年4月3日 - 20日、IMM THEATER / 4月25日 - 27日、COOL JAPAN PARK OSAKA TTホール） - 主演・本庄絆 役（北川拓実とW主演）[7][20]

### CM
- エバラ食品「黄金の味」（2019年4月1日 - ）[21]